# NINJA GAIDEN
『NINJA GAIDEN』（ニンジャガイデン）は、2004年3月11日にテクモが発売した忍者アクションアドベンチャーゲーム。開発はTeam NINJA。通称「ニンジャガ」。アメリカでは同年3月2日に発売された。

## 概要
1995年を最後に終了していた忍者龍剣伝シリーズを、3Dアクションゲームとして蘇らせたXbox専用ソフト。タイトルの『NINJA GAIDEN』は元々忍者龍剣伝の海外での名称だったが、このタイトルから日本名も海外名に合わせている。日本ではプラットフォームが比較的マイナーなXboxということもあり、6万程度の売り上げだったが海外では高い評価を受けミリオンセラーとなった。
キャッチコピーは「凄すぎて 何が悪い。」。
Xbox 360でもプレイ可能。
本稿ではアップグレード版『NINJA GAIDEN Black』およびPS3版『NINJA GAIDEN Σ』についても解説する。
2008年時点で、忍者龍剣伝シリーズを含む全シリーズの世界累計出荷本数は770万本を超える。

## ゲームシステム
本作はTeam NINJAが『デッド オア アライブ3』の次に手がけた作品であり、ゲームは60fpsで動作する。格闘ゲーム『デッド オア アライブ シリーズ』の開発ノウハウが活かされており、キャラクター対キャラクターに焦点が当てられたスピード感と爽快感を追求したシステムが特徴。一対複数の状況が基本であるにもかかわらず、プレイヤーが取れるアクションのほとんどが一対一の状況を前提としたものであり、攻略にはシビアな操作が要求される。その高すぎる難易度が批判を浴びることもあった。

### 基本システム
体力
プレイヤーキャラクターのHPを示す数値で、これが0になってしまうとゲームオーバーとなる。後述するブルーエッセンスを入手する、回復アイテムを使うなどの方法で回復できる。
気力
プレイヤーキャラクターの忍法の使用回数を示す数値で、これが0になってしまうと忍法を発動できなくなる。後述するレッドエッセンスを入手する、回復アイテムを使うなどの方法で回復できる。
エッセンス
戦闘で敵を倒すとエッセンスと呼ばれるエネルギーの球体が出現する。エッセンスにはイエロー、ブルー、レッドの3種類が存在し、イエローはゲーム中での通貨、ブルーは体力の回復、レッドは気力の回復としての役割を持つ。
後述する絶技のチャージにも使用される。絶技のチャージに使用した際はエッセンスの効果がブルーとレッドでは無効、イエローでは激減する。
ムラマサ像・ムラマサショップ
各地に存在する、伝説の鍛冶屋ムラマサを模った像。またムラマサ本人が経営するムラマサショップという店がヴィゴル帝国に存在する。一定量のイエローエッセンスをムラマサに渡すことで、武器の鍛錬または、アイテムを購入できる。必要なイエローエッセンス量は基本的にゲームの難易度が上がるほど多くなる。
スカラベ
各地に存在する、黄金色に輝く昆虫。ゲーム中には全部で50体のスカラベが存在し、一定数のスカラベを上記のムラマサ像（ショップ）にてムラマサに渡すと、特定のアイテムをムラマサから貰える。
殲滅戦
ゲームの進行中、特定のタイミングで特定の場所へ移動すると発生する、大量の敵と戦い続けるイベント。出現する敵の数は難易度によって異なり、最高難易度では120体もの敵が出現する。全ての敵を倒すと特定のアイテムが入手できるが、必ずしも達成しなければならない訳ではなく、殲滅戦を一度もこなさずにゲームクリアすることも可能である。

### 基本操作
攻撃は弱攻撃と強攻撃の二種類があり、入力する順番やタイミング、スティックと併せた操作によって攻撃の性質が変化する。攻撃はそれぞれ「打撃技」「投げ技」に分かれており、打撃技の中にはガード状態の敵を大きく仰け反らせる「崩し」の性質を持つものがある。これはプレイヤー側も同じであり、「崩し」を受けてガード状態を強制的に崩されると、ダメージを受けることもある。投げ技はガードできないほか、打撃技の中にもガードできないものがある。
「裏風」は、ガード状態のまま敵の攻撃を回避する動作であり、ガードできない技への対応に有効である一方、タイミングを誤ると敵の攻撃を回避し損ねる。

### アクション
本作品に登場するアクションのうち、「飛鳥返し攻撃」は、ゲーム開始時から使用可能でなアクションであり、全武器共通のアクションでもある。これは、相手の上に移動し、そのまま落下する攻撃である。威力が非常に高く、攻撃モーション中は全身無敵である一方、壁がない場所では使えない。なお、この技はアーケード版『忍者龍剣伝』に登場した「飛鳥がえし」をさらに攻撃へと応用したものである。
強力な必殺技である「絶技」は、フィールド上に浮遊しているエッセンスを吸収して発動させることができる。イエローエッセンスであれば1段階、ブルーまたはレッドエッセンスであれば2段階まで溜まる。ハリケーンパックが登場して以降は、フィールドにエッセンスが浮遊していなくても、一定時間溜め動作を続けることでエッセンス無しで絶技が発動できるようになった。
このほかにも、「飛燕」など秘伝書を入手することで解放される技もある。

### 武器
本作には多数の武器が登場するが、ここではストーリーに深く関わるものについて述べる。武器は、ムラマサ像（ショップ）で鍛錬することで、威力・技の種類が増し、外見も変化する。
龍剣/真・龍剣
龍の一族に代々伝わる"魔を切り裂く刀"。リュウの初期装備にして最も重要な武器となる。かつて龍の一族は、この刀の力によって邪悪な“黒龍”を葬ったと伝えられている。龍の勾玉を剣の柄にはめ込むことで、本来の姿である「真・龍剣」へと進化する。
『NINJA GAIDEN』の時点では龍剣はジョウ・ハヤブサの所有物であり、リュウはあくまで一時的に“預かっている”だけに過ぎなかった。しかし、『NINJA GAIDEN 2』ではジョウより正式に託され、リュウの所有物となっている。『無双OROCHI 2』では、龍剣には龍の魂が宿っており、並の人間が扱えばその魂にのまれてしまうという説明が、リュウ自身によりなされた。
シリーズを共通して、ゲーム開始時から使える初期装備であり、高威力技の飯綱落とし、無敵技の飛燕、二種類存在する絶技など、技のバリエーションが豊富で癖が無く扱いやすいのが特徴。
魔刀黒龍丸
はるか昔に存在した生命体“黒龍”の骨から造り出された魔刀。その凶悪な魔力故に、龍の一族によって封印され、邪悪な者の手に渡らぬよう、長きに渡り護られ続けてきた。黒龍の邪悪な魂を宿したその刀身は、ひとたび封印を解かれれば大気に渦巻く邪念や地に染み渡る怨念をかき集め、手にした者に無尽蔵の力を与えた末に魔王へと変えるとされている。しかしその真の力は守護役である龍の一族ですら知り得ない。
ゲーム中で、最高の威力を誇る武器であるが、入手タイミングがゲームクリア直前であるため、事実上戦闘で使えない。ただし、特定の条件を満たすことで、比較的早いタイミングで入手でき、戦闘で使うことも可能となる。

### 忍法
あらかじめメニュー画面で使用したい忍法を装備しておき、YとA(Σでは△と○)ボタンを同時に押すことで、気力を一つ消費しその忍法を発動できる。忍法には「レベル」が設定されており、特定のアイテムを使用することでそのレベルを上昇できる。レベルが上昇すると忍法の威力、範囲などが強化される。
鬼火の術
プレイヤーが最初に手に入れる忍法で、唯一レベルの存在しない忍法でもある。プレイヤーキャラクターの周囲に一定時間、攻撃判定を持つ炎の球体を発生させ、それに触れた敵にダメージを与えられる。なお、鬼火の術発動中でもプレイヤーキャラクターは操作可能である。
火炎龍の術
前方に火炎弾を撃ち爆発させる忍法。最も威力の高い忍法で、敵に非常に大きなダメージを与えられる。一方で忍法の範囲は狭く、多数の敵を巻き込むことは難しい。
氷刃殺の術
プレイヤーキャラクターを中心に氷の竜巻を発生させる忍法。自分を中心とした範囲攻撃であり、忍法のヒット数によっては高いダメージを叩き出せる。
百雷鎚の術
プレイヤーキャラクターの周囲にいる敵を雷撃で狙い撃つ忍法。氷刃殺よりも広い範囲の敵を、まとめて攻撃できる。

### Σでの変更点
システム面ではノーマルモードの難易度が全体的に見直され、謎解きの簡略化や新たなアクションを追加されている。システム面では弓の空中撃ち、回復アイテムのクィック使用などが拡張され、また後半の一部ステージがカットされた結果、原作『NINJA GAIDEN』に比して難易度は下がっている。本作独自の要素としては、SIXAXIS（6軸検出システム）を利用し、「忍法」発動時にコントローラを上下に振ることで忍法が強力になるという操作方法がある。
原作『NINJA GAIDEN』においてXbox LIVEにより実現されていた「カルマランキング」は、PLAYSTATION Networkを代替手段として移植された。
DLCではPLAYSTATION Storeにて追加コンテンツ「サバイバルモード」が配信されている。
- 「ウェポンマスター」は使用武器が限られ5つのサバイバルを戦うモード。
- 「スピードマスター」は素早く的確に相手を倒し5つのサバイバルを戦うモード。
- 「レイチェルマスター」はレイチェルの新ヘアースタイルも追加され5つのサバイバルを戦うモード。

体験版で得た「イエローエッセンス」は製品版への引継ぎが可能。

## ストーリー
旧作と同様にリュウ・ハヤブサが主人公。時系列としてはファミリーコンピュータ版『忍者龍剣伝』以前のストーリーとなっているが、本作の時点既に矛盾点があり、続編では事実上のリブートシリーズとなっている。
隼一門に属する忍者・リュウ・ハヤブサは、龍神の血を受け継ぐ“龍の一族”の末裔である。父親である隼一門頭領・ジョウ・ハヤブサが、修行のため隼の里を一時離れることになった時、リュウは「龍剣」と父親の留守を任された。
それから一年経ったある日、リュウは叔父である影一門頭領・ムライと手合わせをする。その矢先、隼の里が“暗黒の鎧武者”率いるの集団に襲われ、里に封じられていた伝説の魔刀「黒龍丸」を奪われ、集団を止めようとしたリュウも負傷した。
それからしばらく、ムライの調査により“暗黒の鎧武者”の正体が“神聖ヴィゴル帝国”の重鬼卿・ドークであること、襲撃を指示したのが帝国の元首である神聖皇帝であることが明らかとなる。ドークへの怒りに燃えるリュウは、黒龍丸を取り戻し、殺された同胞たちの無念を晴らさんと、単身帝国行きの飛行船へと乗り込む。

## 世界観
隼の里
リュウ・ハヤブサら、隼一門の忍たちが暮らす里。日本の富士山の麓に位置している。龍の一族である者が代々この地を治めており、現頭領はリュウの父ジョウ・ハヤブサ。里には、凶悪な力を持つ魔刀「黒龍丸」が封印されており、邪悪な者にその力が渡らぬよう護られている。
神聖ヴィゴル帝国
神聖皇帝を元首とした専制国家。皇帝の下には3人の重鬼卿がいるが、皇帝共々人前に姿を現すことは滅多にない。鎖国政策を布いており、入国ルートは限られている。神聖皇帝が黒龍丸を求め、隼の里を襲撃したところから物語は始まる。
ヴィゴル軍
神聖ヴィゴル帝国の軍隊。傘下に特殊部隊MSATがあり侵入者であるリュウや地蜘蛛忍者の前に度々立ちふさがる。
魔神
人間が血の呪いによって自我を失い化け物になった姿。時には死んだ人間の体から生ずることもある。
重鬼卿
魔神になっても精神を失わない者の総称で、隼の里を襲ったドーク、レイチェルの妹アルマ、皇帝の護衛役（＝マルバス）の3人（シグマでは実質5人）が存在する。
地蜘蛛一門
隼一門を敵視する忍者衆。目的の達成のためならどんな邪悪な手段も厭わない。その卑劣さ故に、龍の一族率いる隼一門とは、長きに渡り対立してきた。リュウとは別の目的で帝国へと侵入しており、各地で彼らの死体と手記を発見できる。手記からは、彼らの行動や帝国の情勢などを窺い知ることができる。

## キャラクター
リュウ・ハヤブサ
声：堀秀行
本作の主人公。太古の昔に存在したという生命体“龍神”の血筋を引き継ぐという、龍の一族の末裔。物語序盤は『忍者龍剣伝』のリュウのような、青い忍者装束を身に纏っているが、ゲームの進行に合わせて衣装が黒いラバースーツへ変化する。「龍剣」を所持しているものの、まだ父ジョウから力量を認められてはおらず、実際は一時的に預かっているだけに過ぎない。のちに、恋人アイリーンと共にアンティークショップを経営する日々を送ることになるが、世界を揺るがすほどの兆しを察知した時は、忍びの顔を取り戻し、人知れず動き出す。後年にあたる『忍者龍剣伝』や『デッド オア アライブ』に比べて口数や感情表現が少なく、寡黙な性格となっている。
終盤にはドークの怨念で魔神化してしまう。それでもなお、魔界と冥界が入り混じった帝国を不屈の闘志で深部へと突き進み、遂には邪神・神聖皇帝を打ち倒し黒龍丸を奪還。神聖皇帝の死によって魔神化からも解放される。しかし直後に黒使大兄ことムライに黒龍丸を奪われ、魔神化したムライと最後の死闘を演じる。ムライを倒した後は諸悪の根源たる黒龍丸をその場で粉砕し、「邪悪は消えた」の言葉を残してレイチェルの目の前から去って行った。
Black以降では技と武器がプレイヤーと同一の敵キャラクター「魔神ドッペルゲンガー」（Blackはリュウのボイスが加工されたもの、Σはリュウと同一、Σ　PLUSはボイスなし）が追加された。
レイチェル
声：富沢美智恵
魔神を狩ることを生業とするヴィゴル帝国の魔神ハンター。彼女自身も魔神の血を引いており、その影響か女性でありながら魔神を粉砕できるほどの怪力を持つ。軽装ながら戦闘服を着ているが、凶暴な魔人ガルラを前にしても顔色ひとつ変えることはない。重鬼卿に成り果て、神聖皇帝の配下となってしまった妹アルマを探しており、自らの手で決着を着けんと、その痕跡を辿っている。しかしいざアルマと対峙しても手を下すことができず、リュウには去るように告げられるもドークに拉致されてしまう。一度はリュウに救出されるも、その後は再び怨霊化したドークの手に落ち、アルマの覚醒を促す生贄に捧げられる。しかし寸前でアルマによって命を救われ、リュウが神聖皇帝を倒すと彼の救助に駆け付けた。
後にΣ2で再登場を果たす。
影一門頭領ムライ
声：銀河万丈
隼一門頭領ジョウ・ハヤブサの弟であり、リュウの叔父にあたる人物。理由は不明だが、別の流派の出身であるあやねを配下として従えており、リュウが帝国へ赴くことになった際も、度々彼女を使いリュウのサポートをしている。過去に隼一門を破門されており、その原因は不明。里に封印されている「黒龍丸」について、何か思うことがある。
あやね
声：山崎和佳奈
ムライの配下であるくのいち。『デッド オア アライブ』シリーズからのゲスト出演。ゲーム中での直接的登場はイベントシーンのみだが、彼女のクナイがゲーム中頻繁に登場し、それを調べるとゲーム進行のアドバイスや操作方法の解説を知ることができる。リュウが帝国へ赴くことになった際は、前述したサポートの他、リュウやレイチェルとは別行動で帝国の動向を探っている。今作においては14歳のムライ配下であることが分かるだけで『デッド オア アライブ』との繋がりは明示されず、彼女が本来属する霧幻天神流覇神門についても触れられない。
呉葉
声：鹿野潤
リュウの幼馴染の少女であり、龍の巫女。里に封印されている「黒龍丸」を護る使命を持つ。しかし、里の襲撃から間もなく、ドークによって殺されてしまう。
XBOX版の日本語設定のみ、死に際にリュウの名を呼ぶ。それ以外では無言で息絶える。散らばった珠が転がる床に伏し、すがるような眼差しで、ある"願い"をリュウに託そうとする。
ムラマサ
声：青野武
ヴィゴル帝国の帝都タイロンに店を構えている鍛冶屋。各地に彼の像があり、そこで武器の鍛練やアイテムの購入をすることができる。店主のムラマサはかなりの高齢だが、武器や道具だけでなく龍剣の価値を見抜けるほどの鑑定眼がある。
ガモフ
声：江川央生
ヴィゴル帝国内務省の特務調査官で、ヴィゴル軍の全権限を握っている。本編ではリュウと直接対決することがなく、基本的には上司である黒使大兄と共にリュウの動向を監視する。
Σではミッションモードとレイチェルを操作するパートでボスとして戦える。武器は二丁拳銃とコンバットナイフ。
最期は黒使大兄（＝ムライ）に殺された。『2』シリーズとある文書には「幻心の弟がムライに殺された」と書かれているが、これがガモフなのかどうかについては不明である。
ダイナモ
特殊部隊MSATのボスで、ヴィゴル軍の大将。肥満体で鉄の戦闘服に身を包んでいる。台詞がなく、英語と日本語設定の掛け声が同じ。
「Σ」で追加された敵キャラクター・オルタネーターとは兄弟という設定である。
将門
隼の里を襲撃した赤武者。ヴィゴル軍の中尉。「Σ」では体が炎に包まれている。台詞がなく、英語と日本語設定の掛け声が同じ。
ドーク
声：戸谷公次
重鬼卿の一人。見た目は黒い鎧を纏った侍だが、その顔は紫の炎ようなものになっている。中盤でリュウに倒され、彼の武器「妖刀鬼徹」も奪われたが、後半では幻の鬼徹を持っている怨霊として再度対決することになる。最期は再びリュウに倒されて消滅するも、残した呪いによってリュウを魔神化させてしまう。
Σでは序盤で彼に倒された戦いも操作できる（XBOX版ではムービー）。
アルマ
レイチェルの妹だった重鬼卿。一度リュウに敗れた後どこかへと逃走するが、その後レイチェルを生贄とした儀式により覚醒アルマと化する。大聖堂のステンドグラスを突き破り、再びリュウの前に降り立って対決する。リュウに敗れるが、最後は正気を取り戻し、ドークに殺されそうになっていた姉の命を守った。死後は人間の姿を取り戻していた。台詞がなく、英語と日本語設定の掛け声が同じ。
マルバス
終盤で登場する、皇帝の護衛役を務めた重鬼卿にして魔界の王。リュウを魔界に召喚して対決する。
後にΣ2で再登場する。
ニケ
ブラックで追加された重鬼卿。破壊の神。マルバスの手下として登場する。見た目が若干違うだけで掛け声や攻撃方法はアルマと同じ。
イシュタロス
ニケ同様ブラックで追加されたマルバスの手下である重鬼卿。創造の神。右手が鞭のようになっており、振り回して攻撃してくる他、レーザー攻撃も行ってくる。掛け声はアルマと同じ。
ニケと共に本作では決着は付かないが、後に『Dragon Sword』で再登場する。
ヴィゴル神聖皇帝
神聖ヴィゴル帝国の国家元首で、国内では神格化されているが、国民の前には滅多に姿を現さず、各国の諜報機関がいかなる調査を行ってもその正体が一切掴めない。黒龍丸の邪悪な力を我が物とするべく、ドークらに隼の里の襲撃を命じた。
その実態は邪神であり、皇帝居城「ザルカン」の深部にある冥界「皇宮核心」にてリュウを待ち受ける。最終決戦では真・龍剣に呼応して魔刀化した黒龍丸を取り込み、端正な顔立ちの巨大な石像の姿で現れる。一度倒しても恨み言と共に溶岩の中から復活し、肉塊に無数の頭蓋骨が貼り付いたような醜悪な怪物と化して襲い掛かってくる。再び敗北すると溶岩へと沈んでいき、完全な死を迎えた。それにより、リュウも魔神化から解放される。
黒使大兄
マスクと黒フードとボイスチェンジャーによって正体を隠した、ヴィゴル帝国の謎の権力者。黒龍丸事件における黒幕で、完全に魔刀化された黒龍丸を奪取する機会をうかがっている。神聖皇帝が倒され、黒龍丸がリュウによって奪還されると同時に現れ、正体を明かす。
その正体はムライだが、これが「ムライの別の身分」または「ムライが本物の黒使大兄をなりすました」については語られていない。
魔神ムライ
黒龍丸を手にして、魔神化したムライ。本作のラストボス、片手で黒龍丸を使いこなし、黒龍を召喚する忍法も使用できる。

## 開発
主要スタッフの早矢仕洋介は、本作を開発するにあたり、『真・三國無双』を参考にしたと、『真･三國無双 MULTI RAID Special』のプロデューサー・小笠原賢一との対談の中で明かしている。早矢仕はコンボに疎くても、適当に押すだけで多彩な技を繰り出せるのに衝撃を受けたと述べ、本作にも取り入れたと述べている。

## ハリケーンパック
本作の発売後、Xbox LIVEを介して、ゲームの内容を拡張するダウンロードコンテンツ『ハリケーンパック: Volume 1』が2004年8月に無料で配信された。ハリケーンパックにより、新たな敵キャラクターやコスチューム、武器が追加されたことにより、本作はその魅力を一層増すことになった。また同年9月には『ハリケーンパック: Volume 2』が同じく無料で配信された。通称「ハリパク」。
大規模な機能拡張をもたらすダウンロードコンテンツであったが、これを有料とせず無料配信した理由として、本作ではプロデューサーとディレクターを兼任したシリーズの監督・板垣伴信は、「ファンサービスのためだけではない。自分たちは最初のNINJA GAIDENを完成形と考えておらず、熟成の必要がある。その自分たちの考えに付き合ってもらっているお礼として、ハリケーンパックは無料としている。」という旨の発言を行なっている。
現在、初代Xbox LIVEのサービスは終了しており、ハリケーンパックをDLすることは不可能となっている。

## NINJA GAIDEN Black
オリジナルの『NINJA GAIDEN』に、『ハリケーンパック1・2』で熟成されたシステムを加味し、その他にもミッションモードや難易度調整などが加え、アップグレード版として2005年に発売された。板垣は「Xbox LIVEに加入していない『NINJA GAIDEN』ファンにもハリケーンパックにより熟成されたバージョンを遊んでもらうために作り始めた。しかし作っているうちに、それだけではつまらなくなったので、ハリケーンパック以上の新しい技術や遊びを色々と盛り込むことにした」と述べている。通称「ニンジャガブラック」。
仕様変更、追加、調整は多岐に渡ったが、ハリケーンパックでは使用可能であった「交差の法」が、『NINJA GAIDEN Black』では廃止された。廃止理由は「NINJA GAIDENを構成する他の要素を殺している」というものであった。
初心者向け難易度「NINJA DOG」も追加されているが、これは特定条件を満たすことで強制移行する隠しモードとなっている。
なおクリア後のおまけとして、アーケード版『忍者龍剣伝』（初移植）が遊べるようになる。
無印版と同様Xbox 360でもプレイ可能で2008年2月11日からはXbox クラシックスとしてダウンロード販売されている。
2017年10月24日よりXbox Oneでもプレイ可能になった。

## NINJA GAIDEN Σ
『NINJA GAIDEN BLACK』をベースにPlayStation 3用ゲームとして開発され、2007年6月14日に発売されている。初週（6月14日 - 6月17日）の推定販売数は40,886本。
本作は2014年現在Team NINJAのチームリーダーを務める、ディレクター・早矢仕洋介が開発を直訴し、「NINJA GAIDEN2のスケジュールに支障が出ないのならば構わない」という条件の下、PS3でのリリースが決まった。PS3に合わせて映像もフルハイビジョン(1080p)に強化されている。イメージキャラクターはリア・ディゾンが務めた。
2009年に、「NINJA GAIDEN Σ2」が発売されることが決定した。

### Xbox版との違い
今作よりボンデージコスチュームに身を包んだ「レイチェル」のプレイステージが追加され、「リュウ・ハヤブサ」と「レイチェル」をプレイヤーキャラクターとして操作できる。ストーリーモード中、条件をクリアするとレイチェルの「新ヘアースタイル」を入手でき、ヘアースタイルの変更が可能になる。ストーリーモードをクリアするとレイチェルも操作できる「MISSIONS」モードが選べるようになり、MISSIONSモードの最後には「MISSION Eternal Legend（レイチェルを救え！）」のステージがプレイ可能になる。
また、日本国内版の残虐表現に関して若干抑えられている（人間型の敵の首が飛ばないなど）。
フルハイビジョン（1080p）化に加え、早矢仕は、「原作のNINJA GAIDENではプリレンダリングムービーであったシーンを、プリレンダーではなくPlayStation 3で実機生成する」という旨の発言を行なった。しかし、実際に発売された製品では、実機生成ムービーは「ドーク重鬼卿」が登場するムービー1か所に過ぎず、公言は実現しなかった。しかも実機生成ムービーに置換えられなかったパートは、原作の通常画質（480p）用のプリレンダームービーをそのまま使い回し、単純にフルハイビジョン（1080p）の解像度に拡大して表示したために、画像が原作以上にぼやけてしまうという結果となった。

## NINJA GAIDEN Σ PLUS
『NINJA GAIDEN Σ』をベースにPlayStation Vita用ゲームとして開発され、2012年2月23日に発売された。後述の装備品やコスチューム能力補正などの新要素が追加されたアレンジ移植となっている。

### 主な変更点
- アシスト機能付きの新しい初心者向け難易度「ヒーローモード」が追加、隠し難易度である「NINJA DOG」への移行も可能。
- 一部の射撃武器はタッチ操作に対応。
- 忍法強化の操作は背面操作に変更。
- 新しい装備品が追加された、各難易度特定のステージをクリアすることで入手する。クリア特典扱いなので、周回プレイでも引き継ぎ可能。
- 3シリーズの姿「殺戮の凶手」が新規隠しコスチュームとして先行登場。レイチェルにも隠しコスチュームが追加された。
- 「伝説の忍者」以外の隠しコスチュームに能力補正効果が追加された。

2021年6月10日に発売されたHDリマスター版コレクション作品『NINJA GAIDEN: Master Collection』では、『NINJA GAIDEN Σ』として、『Σ+』をベースとしたバージョンが収録された。

## スタッフ

### NINJA GAIDEN / NINJA GAIDEN Black
- プロデューサー：板垣伴信
- ディレクター：板垣伴信
- 美術監督：松井宏明
- 開発：Team NINJA

### NINJA GAIDEN Σ
- プロデューサー：江川弥寿生
- ディレクター：早矢仕洋介
- 開発：Team NINJA
- CM曲：「Could you be that one?」（リア・ディゾン）